# Fusobacteriia
Classe
Synonymes
- Fusobacteria Cavalier-Smith 2006

Les Fusobacteriia sont une classe monotypique de bacilles Gram négatifs du phylum des Fusobacteriota. Son nom provient de Fusobacteriales qui est l'ordre type de cette classe.
Selon la LPSN (10 avril 2025) cette classe ne comporte qu'un seul ordre, les Fusobacteriales Staley & Whitman 2012.

## Taxonomie
Cette classe est proposée dès 2006 par T. Cavalier-Smith sous le nom de « Fusibacteria » mais ce nom n'est pas validement publié. La première publication effective est produite par J.T. Staley et W.B. Whitman en 2010 dans la deuxième édition du Bergey's Manual of Systematic Bacteriology sous le nom de « Fusobacteriia ».
Validé par une publication dans l'IJSEM en 2012, ce nouveau nom reste conforme au code de nomenclature bactérienne après la décision de l'ICSP en 2021 (qui stipule que le nom d'une classe doit être dérivé du radical du nom de son genre ou de son ordre type, en l'occurrence Fusobacteriales, par adjonction du suffixe -ia).